# Fernando Ochagavía Valdés
Fernando Ochagavía Valdés (Santiago, 26 de julio de 1928-10 de septiembre de 2003) fue un ingeniero agrónomo y político chileno, perteneciente al Partido Nacional.

## Primeros años de vida
Hijo de don Fernando Ochagavía Hurtado y doña Blanca Valdés Vial. Casado con Alicia Ruiz-Tagle Decombe (1951).
Educado en el Colegio San Jorge y el Colegio San Ignacio. Posteriormente ingresó a la Pontificia Universidad Católica de Chile, donde obtuvo su título de ingeniero agrónomo en 1951.
Una vez egresado ejerció su profesión de manera independiente, administrando el fundo "Trebulco" en Talagante, formando una sociedad exportadora de frutas.

## Actividades públicas
- Militante del Partido Conservador (1953).
- Regidor de la Municipalidad de Talagante (1953-1955).
- Alcalde de Talagante (1955-1960).
- Diputado por Ancud, Quinchao, Castro y Palena (1961-1965); integrante de la comisión permanente de Agricultura y Colonización y de la de Economía y Comercio.
- Miembro de la Delegación de Chile a la 3ª Conferencia Interparlamentaria Americana, celebrada en Washington, Estados Unidos (1964).
- Diputado por Ancud, Quinchao, Castro y Palena (1965-1969); integrante de la comisión permanente de Vías y Obras Públicas.
- Independiente entre 1965 y 1966, formó parte del Comité Parlamentario Independiente.
- Socio fundador del Partido Nacional (1966).
- Senador por Chiloé, Aysén y Magallanes (1969-1973); figuró en la comisión permanente de Constitución, Legislación, Justicia y Reglamento; en la de Educación Pública; en la de Defensa Nacional y en la de Obras Públicas.
- Miembro de la Delegación de Chile a una Reunión Interparlamentaria en Montevideo, Uruguay (1969).
- En 1972 fue vicepresidente de la Federación Nacional-Democracia Radical, coalición del Partido Nacional con la Democracia Radical y que estaba integrada dentro de la Confederación de la Democracia (CODE).
- Senador por Chiloé, Aysén y Magallanes (1973-1981); figuró en la comisión permanente de Hacienda; en la de Economía y Comercio; en la de Trabajo y Previsión Social; y en la de Policía Interior.

El Golpe de estado del 11 de septiembre de 1973, puso término anticipado al período legislativo por medio del Decreto Ley N.° 27, del 21 de septiembre de 1973, el cual disolvió el Congreso Nacional y se da inicio a una dictadura militar, encabezada por el general Augusto Pinochet Ugarte (1973-1990).

- Socio y Presidente de la Sociedad Nacional de Agricultura.
- Colaborador de la dictadura militar en materia económica y agrícola (1973-1981).
- Militante de Renovación Nacional con el retorno de la democracia.
- Miembro de la campaña presidencial de Hernán Büchi (1989) y de Arturo Alessandri Besa (1993).
- Dedicado a sus empresas, falleció en septiembre de 2003, a los 75 años de edad.

## Historial electoral

### Elecciones parlamentarias de 1969
- Elecciones parlamentarias de 1969  Candidato a Senador Décima Agrupación Provincial, Chiloé, Aysén y Magallanes

Período 1969-1977 (fuente: diario El Mercurio, 4 de marzo de 1969)